# 比尼拉贝
比尼拉贝（法語：Buigny-l'Abbé，法語發音：[bɥiɲi labe]）是法国上法蘭西大區索姆省的一个市镇，属于阿布维尔区。

## 地理
比尼拉贝（50°5'54"N, 1°56'14"E）面积7.22 平方千米，位于法国上法蘭西大區索姆省，该省份为法国北部沿海省份，北起加来海峡省和北部省，西接滨海塞纳省和大西洋英吉利海峡，南至瓦兹省，东临埃纳省。
与比尼拉贝接壤的市镇（或旧市镇、城区）包括：阿伊勒欧克洛谢、贝朗库尔、弗朗西耶尔、圣里基耶。
比尼拉贝的时区为UTC+01:00、UTC+02:00（夏令时）。

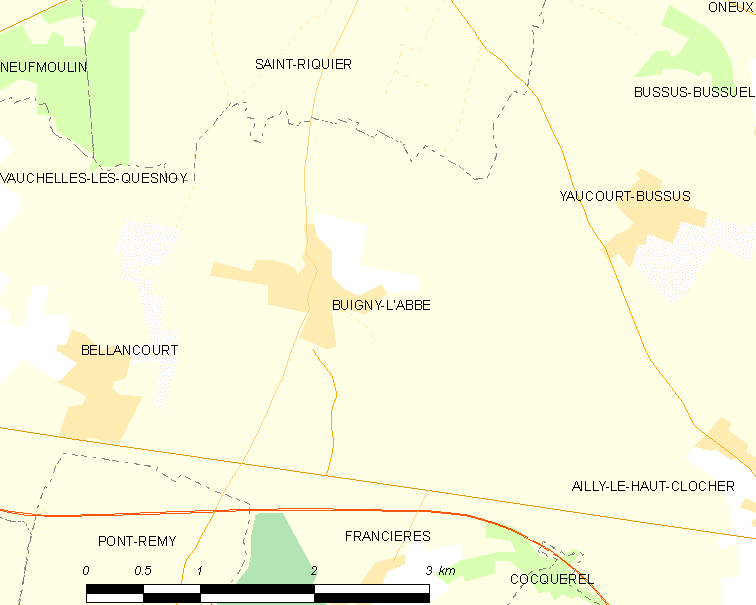
比尼拉贝的OSM定位图

## 行政
比尼拉贝的邮政编码为80132，INSEE市镇编码为80147。

## 政治
比尼拉贝所属的省级选区为吕镇县。

## 人口

1962-2008年间比尼拉贝人口变化图示

比尼拉贝于2022年1月1日时的人口数量为337人。